# Emiel Boersma
Emiel Nicolaas Paulus Boersma (Amsterdam, 25 augustus 1980) is een voormalige Nederlandse beachvolleybalspeler. Hij kwam tussen 2002 en 2013 op meer dan honderd toernooien in de FIVB World Tour in actie. Boersma won in 2012 een zilveren medaille bij de Europese kampioenschappen en deed in 2008 mee aan de Olympische Spelen. Van 2002 tot en met 2012 won hij elk jaar een medaille bij de nationale kampioenschappen en in 2005 werd hij Nederlands kampioen.

## Carrière

### 1999 tot en met 2005
Boersma deed in 1999 met Lucas Boersma mee aan het Satellite-toernooi van Jona en het CEV-toernooi van Roseto degli Abruzzi. Met Mark Weber eindigde hij op een veertiende plaats bij de Europese kampioenschappen onder 19 in Finestrat. In 2002 debuteerde hij met Bram Ronnes in de FIVB World Tour en nam hij deel aan de kwalificaties van drie toernooien in de mondiale competitie. Ze wonnen daarnaast een bronzen medaille bij de Nederlandse kampioenschappen. Van 2003 tot en met 2004 vormde Boersma een team met Max Backer. In hun eerste seizoen namen ze deel aan de kwalificaties van negen toernooien in de World Tour, waarbij ze twee keer tot het hoofdtoernooi doordrongen (Marseille en Los Angeles). In Rio de Janeiro deed het duo mee aan wereldkampioenschappen. Daar eindigden ze na drie nederlagen in de groepsfase. Bij de EK in Alanya bereikten ze de kwartfinale waar ze werden uitgeschakeld door de Duitsers Markus Dieckmann en Jonas Reckermann. In eigen land won Boersma met Backer bij de NK opnieuw een bronzen medaille. Het jaar daarop kwamen Boersma en Backer bij tien internationale toernooien in actie met drie zeventiende plaatsen als beste resultaat. Bij de NK wonnen ze zilver achter Jochem de Gruijter en Gijs Ronnes. Met Richard de Kogel deed Boersma mee aan de FIVB-toernooien van Stare Jabłonki en Rio de Janeiro waar ze respectievelijk een dertiende en zeventiende plaats behaalden.
In 2005 speelden Boersma en De Kogel vijf reguliere toernooien in de World Tour. In Sint-Petersburg noteerde het duo met een negende plaats hun eerste toptienklassering. Bij de WK in Berlijn wonnen Boersma en De Kogel in de tweede ronde van de titelverdedigers Emanuel Rego en Ricardo Santos. In de derde ronde verloren ze vervolgens van de Esten Kristjan Kais en Rivo Vesik en in de herkansing werden ze uitgeschakeld door de latere wereldkampioenen Márcio Araújo en Fábio Luiz Magalhães. Met Bram Ronnes werd Boersma Nederlands kampioen door Richard de Kogel en Richard Rademaker in de finale te verslaan. Boersma en Ronnes speelden dat seizoen verder nog drie toernooien in de World Tour en eindigden als vierde bij het Challenger-toernooi van Madeira. Het daaropvolgende seizoen vormde hij een team met Mathijs Mast. Het duo deed mee aan de kwalificaties van acht toernooien en bereikte twee keer het hoofdtoernooi (Roseto degli Abruzzi en Marseille). Ze wonnen het Challenger-toernooi van Cyprus ten koste van de Spanjaarden Adrián Gavira en Francisco Alfredo Marco en eindigden als vijfde bij Challenger-toernooi van Cagliari. Bij de NK wonnen ze de bronzen medaille. Bij de EK in Den Haag verloren ze in de derde ronde van hun landgenoten Jochem de Gruijter en Gijs Ronnes en werden ze in de herkansing uitgeschakeld door David Klemperer en Kjell Schneider uit Duitsland. Met De Gruijter deed Boersma verder mee aan de Grand Slam van Gstaad.

### 2007 tot en met 2013
Van 2007 tot en met 2008 vormde Boersma opnieuw een team met Bram Ronnes. Tijdens hun eerste seizoen namen ze deel aan elf reguliere toernooien in de mondiale competitie. In Fortaleza behaalden ze een vijfde plaats, nadat ze in de laatste herkansingsronde van het Zwitserse tweetal Martin Laciga en Jan Schnider verloren. Bij de WK in Gstaad bereikte het duo de achtste finale waar de Russen Dmitri Barsoek en Igor Kolodinski in twee sets te sterk waren. Bij de EK in Valencia eindigden ze op een vijfde plaats, nadat ze in de laatste ronde van de herkansing werden uitgeschakeld door David Klemperer en Eric Koreng uit Duitsland. In eigen land wonnen Boersma en Ronnes zilver bij de nationale kampioenschappen achter Reinder Nummerdor en Richard Schuil. In 2008 deed het duo mee aan acht toernooien in de World Tour. Ze behaalden daarbij zes toptienklasseringen. Bij de Grand Slam van Stavanger bereikten ze voor het eerst de halve finale van een mondiaal toernooi. Ze verloren de halve finale van de Amerikanen Phil Dalhausser en Todd Rogers en in de wedstrijd om het brons was het Duitse tweetal Julius Brink en Christoph Dieckmann in twee sets te sterk. In Praag, Berlijn en Gstaad kwam het duo tot een vijfde plaats. Bij de EK in Hamburg verloren ze de eerste wedstrijd van Petr Beneš en Přemysl Kubala uit Tsjechië en werden ze in de tweede herkansingsronde uitgeschakeld door het Spaanse tweetal Pablo Herrera en Raúl Mesa. Bij de NK eindigden ze opnieuw als tweede achter Nummerdor en Schuil. Met hun resultaten in de World Tour plaatsten Boersma en Ronnes zich ten koste van Jochem de Gruijter en Gijs Ronnes voor de Olympische Spelen in Peking. Daar eindigden ze als derde in hun poule en strandden ze in de play-offs voor de achtste finale tegen de Duitsers David Klemperer en Eric Koreng.
Het jaar daarop vormde Boersma een team met Joppe Paulides. In aanloop naar de WK in Stavanger namen ze deel aan drie toernooien in de mondiale competitie met een negende plaats in Mysłowice als beste resultaat. In Stavanger wonnen ze de eerste groepswedstrijd van de Argentijnen Mariano Baracetti en José Salema, maar moesten ze de volgende wedstrijden staken door een schouderblessure van Paulides. Het duo plaatste zich wel voor de volgende ronde, maar kon door de blessure niet in actie komen en eindigde als zeventiende. Vervolgens speelde Boersma drie FIVB-toernooien met Jorn Huiskamp, met wie hij ook een bronzen medaille bij de NK won. Boersma sloot het seizoen aan de zijde van Paulides af met een negende plaats in Den Haag en een dertiende plaats in Sanya. In 2010 kwamen Boersma en Paulides nog twee keer in actie, voordat het duo uit elkaar ging en Boersma een team met Alexander Brouwer vormde. Boersma en Brouwer namen dat seizoen deel aan de kwalificaties van vijf toernooien in de World Tour, maar wisten nergens tot het hoofdtoernooi door te dringen. Met Richard Schuil behaalde hij verder een negende plaats in Marseille. Nadat Brouwer vanwege een blessure uitviel, speelde Boersma de rest van het seizoen met Daan Spijkers. Ze deden mee aan drie internationale toernooien en kwamen daarbij tot een vierde plaats in Den Haag, nadat ze de troostfinale van het Amerikaanse duo Matt Fuerbringer en Nick Lucena verloren. Bij de NK wonnen ze bovendien het zilver achter Nummerdor en Schuil.
In 2011 en 2012 vormden Boersma en Spijkers een vast team. Tijdens hun eerste seizoen deden ze mee aan elf toernooien in de World Tour met een vijfde plaats in Den Haag als beste resultaat. Bij de WK in Rome strandden ze na twee nederlagen en een overwinning in de groepsfase. Bij de EK in Kristiansand werden ze in de achtste finale uitgeschakeld door Klemperer en Koreng. In eigen land won het duo opnieuw zilver bij de NK achter Nummerdor en Schuil. In 2012 kwamen Boersma en Spijkers bij negen toernooien in de mondiale competitie in actie en bereikten daarbij drie keer de kwartfinale (Shanghai, Peking en Berlijn). In Den Haag werden ze Europees vice-kampioen achter de Duitsers Julius Brink en Jonas Reckermann. Het duo wist zich niet te plaatsen voor de Olympische Spelen in Londen. Bij de NK wonnen ze de bronzen medaille. In 2013 beëindigde Boersma op de NK waar hij met Richard de Kogel aan deelnam zijn beachvolleybalcarrière.

## Palmares
Internationaal
- 2007: 9e WK
- 2012:  EK

Nationaal
- 2002:  NK
- 2003:  NK
- 2004:  NK
- 2005:  NK
- 2006:  NK
- 2007:  NK
- 2008:  NK
- 2009:  NK
- 2010:  NK
- 2011:  NK
- 2012:  NK

## Persoonlijk
Boersma heeft vier broers en zussen waaronder volleybalinternational Cintha Boersma.